# Култура Веселиново
Култу̀ра Веселѝново (Карàново III) е среднонеолитна археологическа култура.
Културата получава името си от село Веселиново, Ямболско поради намиращата се при него селищна могила (Малева могила). Следи от селищата се разкриват в селищни могили и вън от тях. Стопанството е земеделско-скотовъдно, земята се обработва с каменни, кремъчни и костени оръдия на труда. Керамичните съдове най-често са черни и сивочернни, с високи дръжки и крачета, почти без украса. Рядко се срещат канелюри и набоден орнамент. Грубата керамика има леко биконични форми, украсена е с насечки. Идолната пластика е силно стилизирана. Културата е идентифицирана през 1942 г. от американския археолог Джеймс Гол (James Harvey Gaul), а хронологията ѝ е определена през 1959 г. от Георги Георгиев.